# Powiat de Zgierz
Le Powiat de Zgierz (en polonais: powiat zgierski) est un powiat (district) du centre de la Pologne, dans la Voïvodie de Łódź.
Le chef-lieu en est la ville de Zgierz. Le powiat a une population de 161 012 habitants (2007) pour une superficie de 853,71 km2.

## Division administrative
Le powiat est constitué de 9 communes (gmina).
| Gmina                                     | Type         | Superficie (km²) | Population (2007) | Siège              |
| Zgierz                                    | urbain       | 42,3             | 58 164            |                    |
| Aleksandrów Łódzki                        | urbain-rural | 115,6            | 26 851            | Aleksandrów Łódzki |
| Ozorków                                   | urbain       | 15,5             | 20 445            |                    |
| Głowno                                    | urbain       | 19,8             | 14 989            |                    |
| Stryków                                   | urban-rural  | 157,8            | 12 203            | Stryków            |
| Zgierz                                    | rural        | 199,2            | 11 766            | Zgierz *           |
| Ozorków                                   | rural        | 95,2             | 6 661             | Ozorków *          |
| Parzęczew                                 | rural        | 103,8            | 5 025             | Parzęczew          |
| Głowno                                    | rural        | 104,5            | 4 908             | Głowno *           |
| * le siège ne fait pas partie de la gmina |              |                  |                   |                    |